# Techmessa longicollis

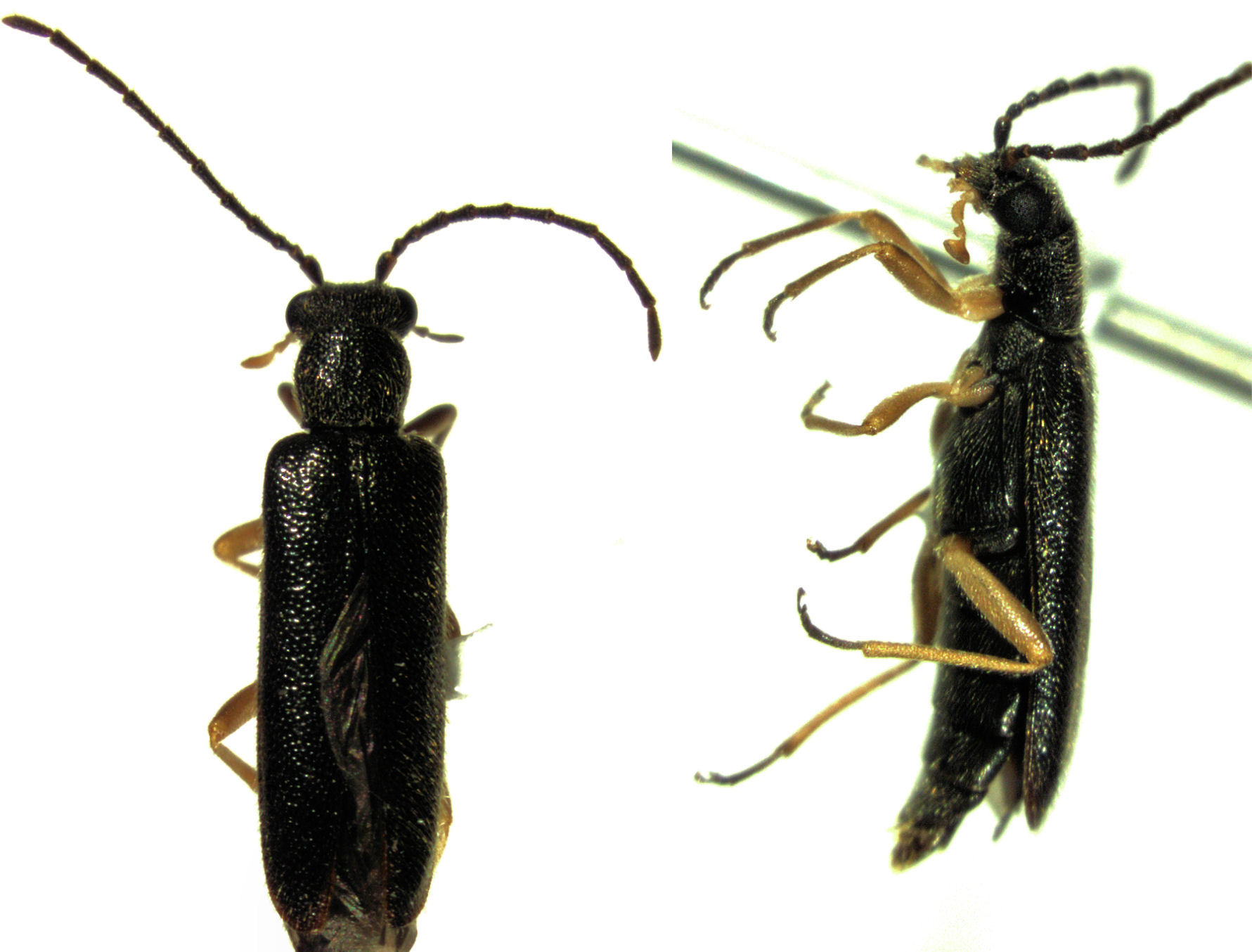
Techmessa longicollis (male), length about 7 mm

Techmessa longicollis es una especie de coleóptero de la familia Pyrochroidae.

## Distribución geográfica
Habita en Nueva Zelanda.